# Tomomi Kasai
Tomomi Kasai (河西智美, Kasai Tomomi, née le 16 novembre 1991 à Tōkyō, Japon) est une chanteuse, actrice et idole japonaise, ex-membre du groupe de J-pop AKB48. Dans ce groupe, elle était initialement membre de la Team K, puis elle fut transférée chez la Team B puis chez la Team A (première équipe du groupe).
Elle est aujourd'hui chanteuse soliste depuis mai 2013.

## Biographie
En 2007, elle double l'un des personnages de la série anime ICE et participe au groupe ICE from AKB48 créé pour l'occasion. Elle joue en 2007 dans le film Densen Uta. En 2008, elle forme avec Tomomi Itano le duo Summer Lips le temps d'un titre. En 2009, elle participe aux groupes temporaires Nattō Angels et AKB Idoling!!!.
En 2010, elle joue le rôle récurrent d'Elizabeth dans la série Kamen Rider W, (re-) formant pour l'occasion avec Itano le duo Queen & Elizabeth. Elle double aussi un personnage secondaire de la série anime Digimon Xros Wars.
En décembre 2012, elle annonce qu'elle a décidé de quitter le groupe d'AKB48 pour continuer une carrière solo. Le mois, elle sort son premier single Masaka le 26 décembre 2012 et se vendra au total de 44 982 exemplaires. Elle effectue son dernier stage avec AKB48 pour sa remise de diplôme le 3 mai 2013 avant de se retirer officiellement du groupe à la même date. Sort son deuxième single Mine le même mois et se vend à 22 417 exemplaires.
L'année 2013 écoulée, Tomomi fait son retour en 2014 en sortant en février son troisième single Kietaikurai qui se classe 5e à l'Oricon et se vend à 13 697 exemplaires au total, ,.

## Polémique
Début 2013, une photo d'elle suscite la polémique au Japon, elle est extraite de son photobook, prévu pour sortir le 4 février 2013, au Japon. (La sortie du photobook a été annulée). On la découvre nue avec un jeune garçon qui lui recouvre les seins avec ses mains. À la suite de cette photo, l’éditeur Kodansha et le journal Sanspo, ont reçu plusieurs plaintes de lecteurs et de la communauté internet. Certains internautes ont exprimé leur dégoût, prônant une sorte de pornographie enfantine.

## Discographie en solo

### Albums
1. 15 novembre 2017 - Star-T!

### Singles
1. 26 décembre 2012 - Masaka (まさか?)
2. 8 mai 2013 - Mine
3. 15 janvier 2014 - Kietaikurai (キエタイクライ?)
4. 17 septembre 2014 - Ima Sara Sara (今さらさら?)